# Velká Bukovina
Velká Bukovina (deutsch Groß Bocken) ist eine Gemeinde in Tschechien. Sie liegt 14 Kilometer südöstlich von Děčín und gehört zum Okres Děčín.

## Geographie

### Geographische Lage
Das Waldhufendorf erstreckt sich im Norden des Böhmischen Mittelgebirges entlang des Baches Bukovinský potok (Bockenbach). Nordöstlich erhebt sich der Rozmezí (420 m), im Osten der Špičák (412 m), südöstlich der Dvorský kopec (Höfelberg, 537 m) im Süden der Dubový vrch (402 m ), westlich der Kotel (Fuchsberg, 395 m) und im Nordwesten der Bukovinský vrch (Bockenberg, 444 m).

### Gemeindegliederung
Die Gemeinde Velká Bukovina besteht aus den Ortsteilen Karlovka (Karlsthal), Malá Bukovina (Klein Bocken) und Velká Bukovina (Groß Bocken), die zugleich auch Katastralbezirke bilden. Zu Velká Bukovina gehört außerdem die Wüstung Skřivánčí (Lerchenthal).

### Nachbargemeinden
Nachbarorte sind Malá Bukovina und Karlovka im Norden, Nový Oldřichov und Mistrovice im Nordosten, Nová Ves und Volfartice im Osten, Radeč im Südosten, Slunce, Dolní Police, Malý Šachov und Žandov im Süden, Starý Šachov im Südwesten, Františkov nad Ploučnicí im Westen sowie Benešov nad Ploučnicí und Dolní Habartice im Nordwesten.

## Geschichte
Die erste Erwähnung von Bockven erfolgte im Jahre 1385. 1454 gehörte das Dorf zum Besitz des Johann von Wartenberg, der die Güter 1428 von Heinrich Berka von Dubá auf Wildenstein erworben hatte. Das Dorf gehörte zu den Sandauer Gütern, die 1538 an Přibík und Peter Thein zu Thein verpfändet wurden. Gepfarrt war das Dorf bis zum Dreißigjährigen Krieg zur Pfarre des hl. Bartholomäus in Sandau und danach bis 1658 zur Pfarre in Oberpolitz. Im Jahre 1633 zogen die Truppen Albrecht von Waldsteins durch das Dorf. In der berní rula von 1654 sind für Groß Bocken 17 Bauern, zwölf Gärtner und 32 Häusler nachgewiesen. Seit 1665 ist ein Ortsrichter nachweisbar. Im Jahre 1722 wurde das Dorf zur neuen Pfarrliche St. Wenzel in Klein Bocken umgepfarrt. 1732 erwarb Anna Maria Luisa de’ Medici das Gut und die Feste in Groß Bocken und schloss dies an die Herrschaft Oberpolitz an. Später wurde das Dorf ein Teil der Herrschaft Reichstadt. Karlsthal entstand 1792 bei der Partikulierung des Meierhofs Oberhof. Bis zur Mitte des 19. Jahrhunderts lebten die Bewohner vornehmlich von der Landwirtschaft. In Schallers Mährischer Topographie wird Groß Bocken mit 156 Häusern und 1.046 Einwohnern beschrieben. 1848 lebten in Groß Bocken 1145 Menschen, das ist die höchste Bevölkerungszahl, die der Ort jemals erreichte.
Nach der Aufhebung der Patrimonialherrschaften bildete Groß Bocken ab 1850 mit den Ortsteilen Alt Schokau und Karlsthal eine politische Gemeinde in der Bezirkshauptmannschaft Tetschen/Děčín. Alt Schokau löste sich 1877 los, und ab 1914 bildete auch Karlsthal eine eigene Gemeinde. 1899 hatte die Gemeinde 1077 Einwohner. Im Jahre 1930 waren es nur noch 874. Nach dem Münchner Abkommen wurde die Gemeinde 1938 dem Deutschen Reich zugeschlagen und gehörte bis 1945 zum Landkreis Tetschen, ab 1943 Tetschen-Bodenbach. 1939 lebten in Groß Bocken 782 Menschen, die fast alle der deutschen Volksgruppe angehörten. 1945 kam Velká Bukovina zur Tschechoslowakei zurück, die deutschen Bewohner wurden vertrieben. 1949 wurde Karlovka eingemeindet, 1976 kam Malá Bukovina hinzu. Zwischen 1980 und 1990 war Velká Bukovina ein Ortsteil von Benešov nad Ploučnicí.

## Kultur und Sehenswürdigkeiten
- Kirche St. Wenzel in Malá Bukovina